# Bassaniodes rectilineus
Bassaniodes rectilineus es una especie de araña cangrejo del género Bassaniodes, familia Thomisidae. Fue descrita científicamente por O. Pickard-Cambridge en 1872.

## Distribución
Esta especie se encuentra en Siria, Líbano, Israel e Irán.